# 甘陵春
甘陵春是河北衡水出产的一种白酒，源于当地创建于乾隆年间的“德聚源”烧锅，第二次国共内战后被公私合营，后成为故城县酒厂，之后又数度易名、改制，产品多次获奖。甘陵春乃以高粱、玉米、小麦等谷物为原料，用小麦制曲，于窖池中发酵半年、蒸馏配醅、量级摘酒、分级储存于陶缸、木酒海中老熟等老五甑酿造工艺酿成的浓香型白酒和兼香型白酒。